# Alstonia
Alstonia és un gènere de fanerògames de la família de les apocinàcies. Conté unes 60 espècies. És un ampli gènere d'arbres i arbustos perennifolis. L'espècie tipus, Alstonia scholaris (L.) R.Br. originalment va ser anomenada Echites scholaris per Linné el 1767. El nom genèric Alstonia va ser anomenat per Robert Brown el 1811, en honor de Charles Alston (1685-1760), professor de botànica a Edimburg de 1716-1760. Alstonia consta d'uns 40-60 espècies (d'acord amb diferents autors), natives de zones tropicals i subtropicals de l'Àfrica, Amèrica Central, el sud-est asiàtic, Polinèsia i Austràlia, amb la majoria de les espècies a la regió de Malàisia.

## Morfologia
Aquests arbres poden créixer molt grans, com ara Alstonia pneumatophora, que assoleix una altura de 60 metres i un diàmetre de més de 2 m; Alstonia longifolia és l'única espècie que creix a Amèrica Central (principalment arbustos, però també arbres d'20 m d'alt).
Les fulles són coriàcies, sèssils, simples, el·líptiques, ovals, lineals o lanceolades i en forma de falca a la base. El limbe de la fulla és dorsoventral, de grandària mitjana a gran i oposat o eliminat en un verticil i amb tot el marge. La venació de la fulla és pinnada, amb nombroses venes que acaben en una vena marginal.
La inflorescència és terminal o axil·lar, i consisteix en cimes o compostes umbel·les. Les petites, més o menys fragants flors són de color blanc, groc, rosa o verd i en forma d'embut, que creixen en un pedicel i subestès per bràctees. Es componen de 5 pètals i 5 sèpals, disposats en quatre verticils. Són hermafrodites.
 Alstonia macrophylla és normalment coneguda a Sri Lanka com a "Havari nuga o la perruca Banyan" a causa de la seva distintiva flor que s'assembla a una dona de llarga perruca.

## Farmacologia
Els arbres d’Alstonia s'utilitzen en la medicina tradicional. L'escorça d'Alstonia constricta i Alstonia scholaris és una font d'un remei contra el paludisme, mal de queixals, reumatisme o de mossegades de serp. El làtex s'utilitza en el tractament de la tos, nafres al coll i la febre.
Moltes espècies són fustes comercials, anomenades pule o Pulai a Indonèsia i Malàisia. Els arbres estan molt estesos i majoritàriament no estan en perill d'extinció. No obstant això, unes poques espècies són molt rares, com ara A. annamensis, A. beatricis, A. breviloba, A. stenophylla i A. guangxiensis.
Aquestes plantes són riques en alcaloides indòlics. L'escorça i arrels contenen venenatina, alstovenina, 3-deshidroalstovenina, reserpina, venoxidina, anhidroalstonatina, kopsinina, venalstonina, venalstonidina, equitovenina i veneserpina. Els fruits contenen equitovenidina, (+) - minovincinina, equitoserpidina, equitoserpina, equitovenilina, 11-metoxiequitovonidina, 11-metoxi - (-)-minovinicinina, equitoserpilina, (-) - vincadiformina, 11-metoxi (-)-vincadiformina and venoterpina. Les fulles contenen equitovenaldina, equitovenilina, alstolenina, desacetilakuammilina, polinuridina, dihidropolinuridina i raucafrininolina. A més, els fruits contenen triterpens tipus èsters d'amirina i lupeol.

## Espècies seleccionades
- Alstonia actinophylla (A.Cunn.) K.Schum.
- Alstonia acuminata Miq.
- Alstonia annamensis (Monach.) K.Sidiyasa
- Alstonia angustifolia A.DC.
- Alstonia balansae Guillaumin
- Alstonia beatricis K.Sidiyasa
- Alstonia boonei De Wild.
- Alstonia boulindaensis Boiteau
- Alstonia brassii Monachino
- Alstonia breviloba K.Sidiyasa
- Alstonia calophylla Miq.
- Alstonia comptonii S.Moore
- Alstonia congensis Engl.
- Alstonia constricta F.Muell.
- Alstonia coriacea Pancher i S.Moore
- Alstonia costata R.Br.
- Alstonia cuneata Wall. i G.Don
- Alstonia curtisii King i Gamble
- Alstonia deplanchei Van Heurck i Müll.Arg.
- Alstonia duerckheimianan Schltr.
- Alstonia edulis G.Benn.
- Alstonia elliptica J.W.Moore
- Alstonia esquirolii H.Lév.
- Alstonia eximia Miq.
- Alstonia ficifolia S.Moore
- Alstonia filipes Schltr. ex Guillaumin
- Alstonia fragrans J.W.Moore
- Alstonia gilletii De Wild.
- Alstonia glabriflora Markgr.
- Alstonia godeffroyi Reinecke
- Alstonia grandifolia Miq.
- Alstonia guangxiensis D.Fang i X.X.Chen
- Alstonia henryi Tsiang
- Alstonia iwahigensis Elmer
- Alstonia kurzii Hook.f.
- Alstonia lanceolata Van Heurck & Müll.Arg.
- Alstonia lanceolifera S.Moore
- Alstonia legouixiae Van Heurck & Müll.Arg.
- Alstonia lenormandii Van Heurck & Müll.Arg.
- Alstonia linearifolia Guillaumin
- Alstonia linearis Benth.
- Alstonia longifolia (A.DC.) Pichon
- Alstonia longissima F.Muell.
- Alstonia macrophylla Wall. ex G.Don
- Alstonia mairei H.Lév.
- Alstonia marquisensis M.L.Grant ex Fosberg i Sachet
- Alstonia micrantha Ridl.
- Alstonia mollis Benth.
- Alstonia montana Turrill
- Alstonia muelleriana Domin
- Alstonia oleandraefolia Lodd. ex Loudon
- Alstonia paupera Hand.-Mazz. i Tsiang (sin. A. mairei)
- Alstonia penangiana K.Sidiyasa
- Alstonia plumosa Labill.
- Alstonia polyphylla Miq.
- Alstonia quaternata Van Heurck & Müll.Arg.
- Alstonia reineckeana Lauterb.
- Alstonia retusa S.Moore
- Alstonia roeperi Van Heurck & Müll.Arg.
- Alstonia rostrata C.E.C.Fisch.
- Alstonia rubiginosa K.Sidiyasa
- Alstonia rupestris Kerr
- Alstonia saligna S.Moore
- Alstonia scholaris (L.) R.Br.
- Alstonia sericea Blume
- Alstonia setchelliana Christoph.
- Alstonia smithii Markgr.
- Alstonia somersetensis F.M.Bailey
- Alstonia spathulifolia Guillaumin
- Alstonia spatulata Blume
- Alstonia spectabilis R.Br.
- Alstonia sphaerocapitata Boiteau
- Alstonia stenophylla Guillaumin
- Alstonia subsessilis Miq.
- Alstonia theaeformis L.f.
- Alstonia undulata Guillaumin
- Alstonia undulifolia Kochummen i K.M.Wong
- Alstonia venenata R.Br.
- Alstonia verticillosa F.Muell.
- Alstonia vieillardii Van Heurck i Müll.Arg.
- Alstonia villosa Blume
- Alstonia vitiensis Seem.
- Alstonia yunnanensis Diels